# Erich Ebeling (Fußballspieler)
Erich Ebeling (* 31. Januar 1922 in Oberröblingen; † 7. Februar 2011) war ein deutscher Fußballspieler, der in den damals erstklassigen Fußball-Oberligen Nord und Süd in den Jahren 1947 bis 1954 für die zwei Vereine Hamburger SV und Eintracht Frankfurt 135 Ligaspiele absolvierte und dabei 56 Tore erzielte.

## Laufbahn

### Sachsen-Anhalt und Norddeutschland, bis 1952
In Oberröblingen in Sachsen-Anhalt wuchs der junge Offensivspieler Erich Ebeling auf und kehrte auch in seiner Wanderschaftsperiode – Kriegsjahre; Zeit unmittelbar nach Kriegsende – als „Zonenspringer“ nach dem Zweiten Weltkrieg mehrfach kurzfristig dorthin zurück. Der rasante Flügelstürmer mit hartem Schuss erlebte seinen ersten fußballerischen Höhepunkt in der Kriegssaison 1943/44, als er als Angehöriger von Wilhelmshaven 05 die Gaumeisterschaft Weser-Ems erringen konnte und damit auch in die Endrunde um die deutsche Fußballmeisterschaft einziehen konnte. In den Endrundenspielen gegen Eintracht Braunschweig und den späteren Finalisten Luftwaffen-Sportverein Hamburg stürmte mit Karl Barufka ein weiterer hoffnungsvoller Nachwuchsspieler im Angriff der Mannschaft vom Jadebusen. In der letzten Kriegssaison 1944/45 spielte der Sachsen-Anhalter für den Hamburger SV und erzielte in elf Spielen 26 Tore; die „Rothosen“ wurden mit 100:21 Toren Meister der Gauliga Hamburg. Mitspieler waren Torhüter Walter Warning, der Düsseldorfer Paul Janes, Erwin Seeler und der Armenier Esegel Melkonian. Die Wirren der unmittelbaren Nachkriegszeit führten ihn 1946/47 kurzfristig wieder nach Wilhelmshaven, aber auch während der laufenden Runde zum HSV zurück, wo er noch in vier Spielen zwei Tore erzielte. Im Finale um die Meisterschaft der Britischen Zone, am 13. Juli 1947 in Düsseldorf, stürmte er neben Heinz Spundflasche am linken Flügel des mit 1:0 siegreichen HSV gegen Borussia Dortmund. Auch in der folgenden Runde 1947/48 lief Ebeling für zwei Vereine auf: von Juni 1947 bis März 1948 trat er für den HSV in zehn Spielen an und erzielte sechs Tore, ehe er das Spieljahr in seiner Heimat bei der SG Oberröblingen abschloss. In der kurzen Zeit bei der SG wurde er für das Verbandsauswahlspiel Sachsen-Anhalt gegen Sachsen am 16. Mai 1948 in Halle berufen. Im Kurt-Wabbel-Stadion führte Spielertrainer Helmut Schön die Sachsen-Elf zu einem 6:2-Erfolg. Dem Linksaußen Ebeling gelang neben dem Halblinken Werner Welzel einer der zwei Treffer der Sachsen-Anhalter Auswahl. Ab der Runde 1948/49 stürmte der torgefährliche Flügelstürmer wieder für den Hamburger SV in der Fußball-Oberliga Nord. Er gehörte von 1949 bis 1952 den jeweiligen Meisterteams des HSV in der Oberliga Nord an. Am 22. Mai 1949 erzielte er beim Entscheidungsspiel um die Nordmeisterschaft gegen den punktgleichen FC St. Pauli in der 46. Spielminute den zwischenzeitlichen 2:2-Ausgleich. Als der HSV 1950 mit neun Punkten Vorsprung und dem Torverhältnis von 101:39 Zählern erneut die Meisterschaft vor St. Pauli errang, erzielte Ebeling an der Seite von Herbert Wojtkowiak 15 Tore. Im Länderpokalwettbewerb des Jahres 1949/50 vertrat er am 13. November 1949 gegen Nordwürttemberg und am 22. Januar 1950 gegen die Pfalz die Farben von Hamburg. In den Endrunden um die deutsche Fußballmeisterschaft war er von 1949 bis 1951 in sechs Spielen für den HSV auf dem Feld. Nachdem er 1951/52 nicht mehr der Stammformation angehört hatte, nahm er zur Runde 1952/53 ein Angebot von Eintracht Frankfurt an und wechselte in die Fußball-Oberliga Süd.

### Eintracht Frankfurt, 1952 bis 1954
Mit der Elf vom Riederwald errang Ebeling 1953 mit einem Punkt Vorsprung gegenüber dem amtierenden Deutschen Meister VfB Stuttgart den Titel im Süden. In der Endrunde um die deutsche Meisterschaft wurde Ebeling von Trainer Kurt Windmann in allen sechs Gruppen-Partien gegen den 1. FC Kaiserslautern, 1. FC Köln und Holstein Kiel an der Seite von Adolf Bechtold, Alfred Pfaff, Hubert Schieth und Hans Wloka eingesetzt. Die „Walter-Elf“ setzt sich aber durch und bezwang auch im Finale die Stuttgarter Titelverteidiger mit 4:1 Toren. In seinem zweiten Frankfurter Jahr, 1953/54, kam er nur noch zu zehn Oberligaeinsätzen, wo er zwei Tore zur Vizemeisterschaft der Eintracht beisteuerte. Im Weltmeisterschaftssommer 1954 beendete er seine Oberligalaufbahn und stellte einen Antrag auf Reamateurisierung.

### Ausklang im Amateurlager, ab 1954
Der Sachsen-Anhalter schloss sich der SpVgg Groß-Umstadt im Landkreis Darmstadt-Dieburg an und übte dort bis 1961 das Amt des Spielertrainers aus. Ihm glückte mit der Mannschaft vom Sportplatz im Raibacher Tal und dem Talent Heinrich Dittel der Aufstieg in die 2. Amateurliga Darmstadt. Bis zu seiner Pensionierung im Jahr 1985 war Ebeling bei der Sparkasse berufstätig.

## Weblink
- Spieler A–Z (Spundflasche), aufgesucht am 17. März 2020

| Personendaten    | Personendaten            |
| ---------------- | ------------------------ |
| NAME             | Ebeling, Erich           |
| KURZBESCHREIBUNG | deutscher Fußballspieler |
| GEBURTSDATUM     | 31. Januar 1922          |
| GEBURTSORT       | Oberröblingen            |
| STERBEDATUM      | 7. Februar 2011          |